# 伊拉里昂嶺

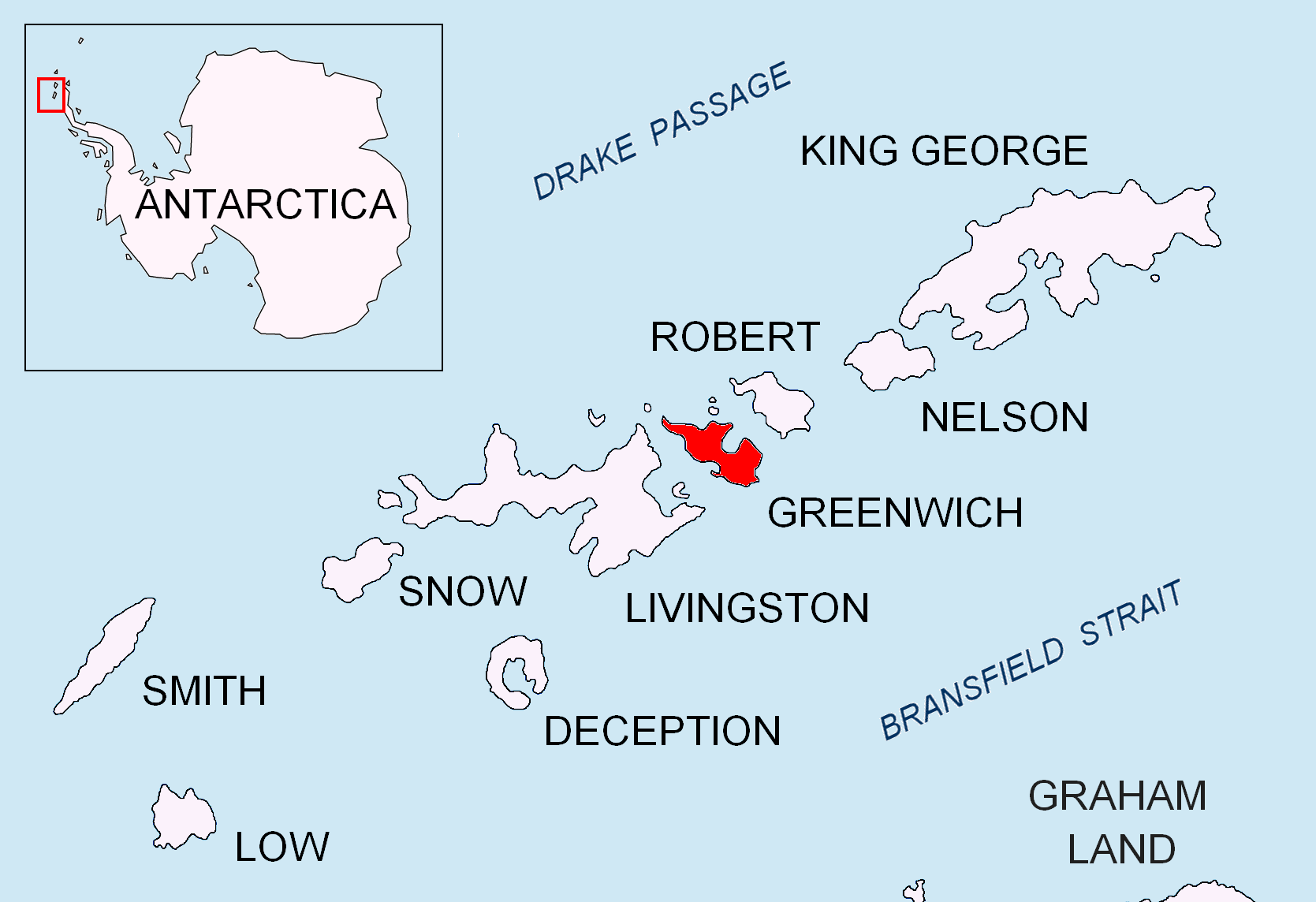

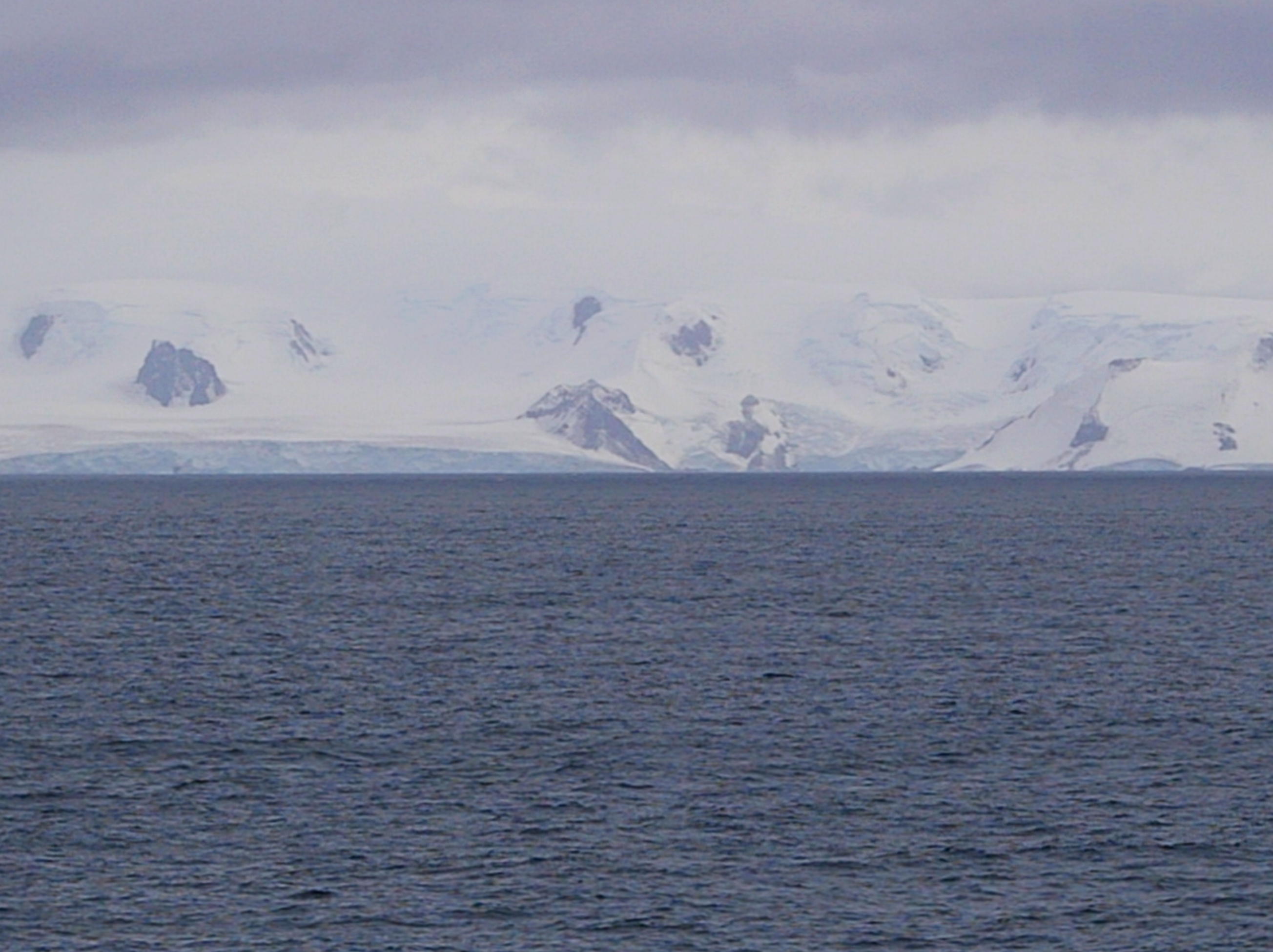

伊拉里昂嶺是南極洲的山嶺，位於南設得蘭群島中格林尼治島東南部，是布雷茲尼克高地的一部分，海拔高度240米，處於柳蒂察冰原島峰東南面1.9公里。
62°31′27″S 59°36′11″W / 62.52417°S 59.60306°W

## 外部連結
- SCAR Composite Gazetteer of Antarctica（页面存档备份，存于）.